# Mamie Gummer
Mary Willa "Mamie" Gummer, född 3 augusti 1983 i New York, är en amerikansk skådespelare.
Gummer är dotter till skådespelaren Meryl Streep och skulptören Don Gummer. Hon har tre syskon, Henry Wolf Gummer (född 1979), Grace Jane Gummer (född 1986) och Louisa Jacobsen Gummer (född 1991).
Gummer var 2011–2013 gift med skådespelaren och komikern Benjamin Walker. Sedan 2019 är hon gift med författaren och producenten Mehar Sethi. Tillsammans har de två barn.

## Filmografi
- 1986 – I lust och nöd som Annie Forman
- 1993 – Andarnas hus som Clara del Valle, som barn
- 2003 – Reservations som Värdinna
- 2006 – The Hoax som Dana
- 2007 – The Evening som Lila Wittenborn
- 2007 – Stop-Loss som Jeanie
- 2008–2008 – John Adams som Sally Smith Adams
- 2009 – Coach som Stella
- 2010 – The Ward som Emily
- 2010 – Off the map
- 2012 – The Big C (TV-serie) (tre avsnitt)
- 2013 – The Lifeguard
- 2025 – We Were Liars (TV-serie)